# Dennis Rogan, barone Rogan
Denis Robert David Rogan Rogan, barone Rogan (Banbridge, 30 giugno 1942), è un politico britannico del Partito Unionista dell'Ulster.
È stato presidente del partito dal 2004 al 2006.
È stato creato Pari a vita come barone Rogan, di Lower Iveagh nella contea di Down, il 16 luglio 1999 ed è considerato come leader dell'UUP nella Camera dei lord.

## Biografia
È il figlio di Robert e Florence Rogan. Lord Rogan è il fondatore e amministratore delegato di Dennis Rogan & Associates, una società di commercio di filati per tappeti, nonché fondatore e amministratore delegato di Associated Processors Ltd., un produttore di iuta, e direttore di Stakeholder Communications Ltd, direttore di Events Management Ltd. e vicedirettore di Independent News & Media (NI) Ltd. È membro del Consiglio di amministrazione di Independent News & Media, Patrono dell'Associazione Somme e "Amico" dell'Esercito della Salvezza. Lord Rogan è il colonnello d'onore del 40º Reggimento di trasmissione (Ulster).
È membro dell'International Advisory Board di Independent News & Media, Patron dell'Associazione Somme e “Friend” dell'Esercito della Salvezza. Lord Rogan è stato colonnello onorario del 40º reggimento di segnalazione (Ulster) fino al suo scioglimento nel 2010.
Lord Rogan sostiene l'uscita della Gran Bretagna dall'Unione europea.